# Тьєррі Девержі
Тьєррі Девержі (фр. Thierry Devergie; нар. 27 липня 1966, Марсель, Франція) — колишній французький регбіст; зазвичай грав на позиції замка або фланкера.

## Спортивна кар'єра
Девержі досить часто змінювава клуби за які грав, хоть найдовший період провів будучи гравцем клубу Нім з 1980 по 1993 (13 років). Тьєррі завершив свою кар'єру регбіста у віці 33 років.

## Клуби
- 1980-1993  Нім
- 1993-1995  Гренобль
- 1995-1996  ПСЖ XIII
- 1996-1997  Монпельє Еро
- 1997-1998  Ніс та Брістоль Шогунс
- 1998-1999  Брів Коррез
- 1999-2000  Бордо-Бегль

## Французькі Варвари
6 листопада 1996 року, Тьєррі був обраний Французькими Варварами в матчі проти Кембриджського університету в Англії. Варвари виграли 76:41.

## Спортивні досягнення
Турнір п'яти націй:
- Учасник: 1990

Кубок світу з регбі:
- Учасник: 1991